# منتخب كوبا تحت 21 سنة لكرة الطائرة للرجال
منتخب كوبا تحت 21 سنة لكرة الطائرة للرجال هو ممثل كوبا الرسمي في المنافسات الدولية في كرة طائرة في فئة كرة الطائرة للرجال تحت 21 سنة.